# تنری، نارا
تنری در استان نارا در کشور ژاپن  واقع شده‌است  که دارای جمعیت ۷۰٬۷۰۲ نفر و مساحت ۸۶٫۳۷ کیلومتر مربع با تراکم جمعیت ۸۱۹  نفر در کیلومترمربع است و در تاریخ ۱ آوریل ۱۹۵۴ به عنوان شهر شناخته شد.